# Cuilcagh
Cuilcagh (Kredowa góra, irl. Binn Chuilceach) – szczyt położony na obszarze Breifne w Irlandii, znajdujący się pomiędzy hrabstwami Fermanagh (Irlandia Północna) i Cavan (Irlandia). Wysokość wynosi 665 m n.p.m.